# Elaine Williams
Elaine Williams (Nueva York, 28 de diciembre de 1932 - 23 de diciembre de 1963) fue una escritora y editora estadounidense de pulp fiction lésbica de finales de la década de 1950 y principios de la de 1960. Escribió bajo un seudónimo, en gran parte como Sloan Britton o Sloane Britain.

## Trayectoria
Williams nació como Elaine H. Cumming en Richmond Hill, Queens, Nueva York. Su madre fue Edna Louise Westpfal o Westphall Cumming y su padre  Alexander Cumming. El también autor de pulp Gilbert Fox dijo de Williams: "Su familia se negó a aceptar el hecho de que ella era lesbiana". Williams se casó con Ernest E. Williams en 1950 y así cambió su nombre a Elaine Cumming Williams. Juntos tuvieron cuatro hijos y vivieron en Red Hook, Brooklyn, Nueva York.

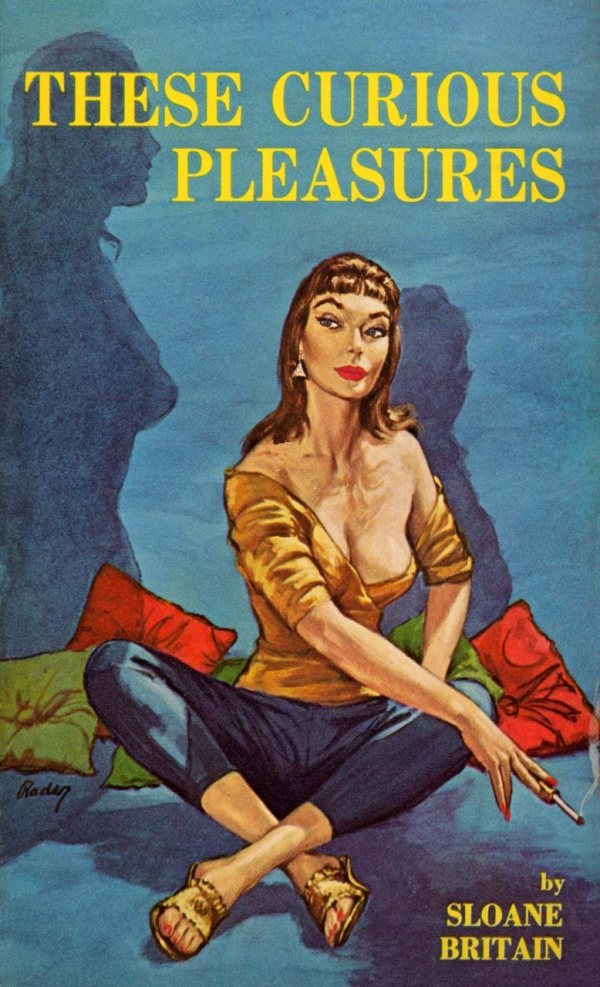
Portada de These Curious Pleasures de Sloane Britain - Ilustración de Paul Rader - 1961

Williams se convirtió en una de las primeras editoras de Midwood Books en 1959. Además de esa labor, se le propuso que escribiera sus propios libros pulp de temática lésbica. Al mismo tiempo, comenzó a escribir sus propios pulps lésbicos en rústica bajo una colección de seudónimos que seguían un patrón similar: Sloan Britain, Sloane Britain, Sloane Britton, Sloan Britton, y posiblemente otras variaciones. Publicó sus dos primeras novelas en 1959. First Person-Third Sex y The Needle fueron editados por Newsstand Library y Beacon, respectivamente. Ambos contenían temas lésbicos y bisexuales, situando así la obra de Williams en el canon de la ficción pulp lésbica de los años 50 y 60. Además, sus primeros trabajos contenían descripciones positivas de las relaciones lésbicas, lo que la convirtió en una de las autoras de ficción pulp pro-lesbiana. La académica especializada en literatura Yvonne Keller nombró a Williams dentro de un pequeño grupo de escritoras cuya obra formó el subgénero de la ficción pulp "pro-lesbiana" junto a otras como Ann Bannon, Paula Christian, Joan Ellis, March Hastings, Marjorie Lee, Della Martin, Rea Michaels, Claire Morgan, Vin Packer, Randy Salem, Artemis Smith, Valerie Taylor, Tereska Torres, y Shirley Verel.
Su novela de 1961 These Curious Pleasures gira en torno a un personaje principal llamado Sloane Britain. Se piensa  que la trama es algo autobiográfica, o al menos representa una relación lésbica con la que Williams soñaba.[cita requerida] También en este libro hay un personaje llamado Harry "Happy" Broadman, que es curiosamente similar al cofundador y editor de Midwood Books, Harry Shorten.[cita requerida] Tanto en la vida real como en la ficción, se ha dicho que Shorten era un hombre impredecible y, en ocasiones, agresivo. La inclusión de Williams de este personaje podría dar pistas a los lectores sobre cómo era uno de los primeros editores y escritores de Midwood.
Williams publicó otras ocho novelas pulp lesbianas en su carrera, además de dos novelas cortas póstumas editadas como Midwood Doubles. Fue elogiada por sus retratos realistas y empáticos de personajes lesbianos y bisexuales, pero sus últimas novelas son notablemente más cínicas, con finales desoladores.
Williams murió sólo seis días antes de cumplir 31 años, el 23 de diciembre de 1963. Ella y su marido volvían en coche de una fiesta de empresa hacia el hotel donde su marido era cocinero. Los periódicos de la época no se ponen de acuerdo sobre quién conducía; sobre las 3 de la madrugada y a una manzana de su casa, el coche derrapó sobre la nieve y chocó de frente contra un árbol, matando a Williams e hiriendo gravemente a su marido.
Está enterrada en Barrytown, Nueva York.

## Obra
- 1959 – First Person-Third Sex[13]
- 1959 – The Needle
- 1960 – Meet Marilyn
- 1960 – Unnatural[14]
- 1960 – Insatiable
- 1961 – These Curious Pleasures
- 1961 – That Other Hunger
- 1962 – Woman Doctor
- 1962 – Ladder of Flesh[15]
- 1963 – The Delicate Vice[16][17]
- 1965 – Finders Keepers
- Summer of Sin
- Peep Booth